# Gabriel Grimaldi
Gabriel Grimaldi (ur. przed 1352 - zm. po 1357) – senior Monako w latach od 29 czerwca 1352 do 15 sierpnia 1357 razem z ojcem Karolem I, bratem Rainierem II oraz bratem dziadka Antonim. Syn rzeczonego Karola I oraz Lucchiny Spinoli.
Latem 1355 r. Genua, obawiając się sojuszu Karola I z Francją, zaatakowała Monako z lądu i morza. Doża Simon Bocaneggra uważał Monako za własność Genui. Twierdzy bronił Rainier II. Jego ojciec prawdopodobnie w tym czasie już nie żył. Po ciężkich walkach wobec dużej przewagi Genueńczyków (Genueńczycy dysponowali czterema tysiącami żołnierzy i 20 galerami; Monakijczycy mieli do dyspozycji dziesięciokrotnie mniejszą siłę) Rainier II z bratem Gabrielem i kuzynem Antonim skapitulował. 15 sierpnia 1357 r. podpisano układ o przejęciu Skały Monako przez Genueńczyków. Rainier II otrzymał od nich 20 tys. florenów za poniesione koszty przez jego ojca na umacnianie twierdzy Monako; nie ma natomiast nie ma po tej dacie informacji o Antonim ani Gabrielu.